# Tetrastemma herouardi
Tetrastemma herouardi är en djurart som tillhör fylumet slemmaskar, och som först beskrevs av Oxner 1908.  Tetrastemma herouardi ingår i släktet Tetrastemma och familjen Tetrastemmatidae. Inga underarter finns listade i Catalogue of Life.